# Agromyza salicina
Agromyza salicina este o specie de muște din genul Agromyza, familia Agromyzidae, descrisă de Friedrich Georg Hendel în anul 1922.
Este endemică în Germania. Conform Catalogue of Life specia Agromyza salicina nu are subspecii cunoscute.